# Apolinarianismo
Apolinarianismo era o ponto de vista proposto por Apolinário de Laodiceia (310-390), quem tentou criar um modo de explicar a natureza de Jesus, sua humanidade e divindade, segundo o qual Jesus Cristo teria um corpo humano, porém dotado de uma mente exclusivamente divina. 
Foi qualificado como heresia, em 381, pelo Primeiro Concílio de Constantinopla, que definiu a posição ortodoxa de que Cristo seria totalmente homem e totalmente Deus.

## História
Apolinário era um ferrenho opositor do arianismo. Porém, em sua ânsia em enfatizar a divindade de Jesus e a unidade de sua pessoa o levou a negar a existência de uma alma humana racional (νους, nous) na natureza humana de Cristo, sendo esta substituída nele pelo Logos, de forma que seu corpo seria então uma forma espiritualizada e glorificada de humanidade.
Contra isto, a visão ortodoxa (ou católica) afirmava que Cristo assumira a natureza humana integralmente, incluindo alma (νους), pois somente assim Ele poderia ser um exemplo e redentor. A rejeição de Apolinário de que Cristo tinha uma mente humana foi considerada uma reação exagerada ao arianismo e seu ensino de que Cristo era um deus menor. O apolinarismo e o eutiquianismo eram duas formas de monofisismo. Na época, alegou-se que o sistema de Apolinário seria, na verdade, uma forma de docetismo, que se o divino afastasse a humanidade desta forma, não haveria real possibilidade de provação ou avanço na humanidade de Cristo.
Teodoreto acusou Apolinário de ceder aos caminhos heréticos de Sabélio. Em 362, suas opiniões foram condenadas em um Sínodo em Alexandria, e mais tarde subdivididas em várias heresias diferentes, as principais das quais eram os polemianos e os antidicomarianitas.
Nos conta Sozomeno que as pregações de Apolinário em Antioquia conseguiram converter diversas para a sua nova doutrina, inclusive Vitálio, que era do grupo de Melécio de Antioquia durante o cisma meleciano. Em todas as demais características, Vitálio era considerado uma pessoa de reputação ilibada, cuidando com grande zelo e devoção dos fiéis da cidade e, por isso, ele era muito respeitado. Por isso, ao abandonar Melécio para seguir Apolinário, ele atraiu uma grande quantidade fiéis junto com ele, grupo que ficou conhecido desde então como vitalianos. Acredita-se que ele tenha tomado esta decisão por ressentir o pouco caso com que era tratado por Flaviano I de Antioquia, o postulante ao cargo de bispo de Antioquia entre os melecianos. 
A partir do cisma, os membros desta seita passaram a realizar reuniões litúrgicas em separado em diversas cidades da diocese, sob a liderança de seus próprios bispos, criando inclusive leis diferentes das da Igreja Católica. Eles cantavam salmos compostos por Apolinário. O papa Dâmaso I e Pedro II de Alexandria foram os primeiros a receber informações sobre a ascensão e o progresso desta heresia e a condenaram num concílio realizado em Roma.

## Repercussão
Alguns pais da igreja, Atanásio de Alexandria, Basílio de Cesareia, Gregório de Níssa, e Gregório de Nazianzo,  foram formalmente contrários a este ensino e consideraram o apolinarismo uma heresia no Primeiro Concílio de Constantinopla em 381. A partir de então, sua influência passou a declinar até o seu quase completo desaparecimento.